# Mungboon
De mungboon of urdi (afkomstig van de plant Vigna radiata) is een opgaande of windende, bossige, kruidachtige, vlinderbloemige eenjarige plant. De boon van de soort wordt gebruikt voor menselijke consumptie, bijvoorbeeld in dahl of als taugé. De gehele plant kan dienen als veevoer of voor groenbemesting. 
De teelt van de mungboon stamt uit India. Hij wordt vooral in subtropisch of tropisch Azië, Oost-Afrika en in de Caraïben verbouwd tot op hoogtes van 2000 meter.

## Beschrijving
De plant heeft 15-90 cm lange stengels. De stengels en de bladeren zijn bezet met lange, afstaande, ruwe haren. De steunblaadjes zijn eirond en kort en breed toegespitst. De bladeren zijn afwisselend geplaatst, tot 7 cm lang gesteeld en geveerd in drie deelblaadjes. De deelblaadjes zijn kort gesteeld, eirond, lopen uit in een korte punt en zijn 5–10 cm lang en 4–7 cm breed. Ook in de bladoksels van de deelblaadjes bevinden zich weer steunblaadjes, deze zijn klein en smal-lancetvormig tot priemvormig.
De bloemen groeien in compacte, bladokselstandige of eindstandige trossen. De bloemkroon is groenig-geel tot roze en circa 1,3 cm lang. De vruchten zijn horizontaal afstaande of hangende, groene, grijze of bruine, iets afgeplatte, 4–10 × 0,4–0,7 cm grote peulen, die bezet zijn met afstaande, rossige, ruwe haren. De peulen bevatten zes tot vijftien olijfgroene, soms gele of bijna zwarte, afgeronde of onregelmatig tonvormige, tot 6 mm lange zaden met een witte, ovale of streepvormige navel met een smalle, zwarte rand. De zwarte ogen bonen hebben een zwarte vlek om de navel.

## Gebruik
De jonge peulen en zaden worden gekookt als groente of verwerkt in soepen. In India maalt men gedroogde zaden tot meel, waarvan gekruid platbrood wordt gebakken. Ook wordt er in India het traditionele gerecht "dahl" van gemaakt, een soort kruidige bonenbrij. In Indonesië eet men de "kacang hijau" (groene boon) als een soort pap met kokosmelk en palmsuiker. In de Chinees-Indische keuken worden de kiemen, in Nederland bekend als taugé, gebruikt als groente en verwerkt in salades, vergelijkbaar met alfalfa. Taugé wordt geproduceerd door de zaden in water te weken en in het donker te laten ontkiemen. Het smaakt kruidig-nootachtig en bevat veel vitamine C. De mungboon wordt door sommigen geprefereerd boven andere boonsoorten, omdat hij lichter verteerbaar zou zijn en minder winderigheid veroorzaakt. 

## Afbeeldingen

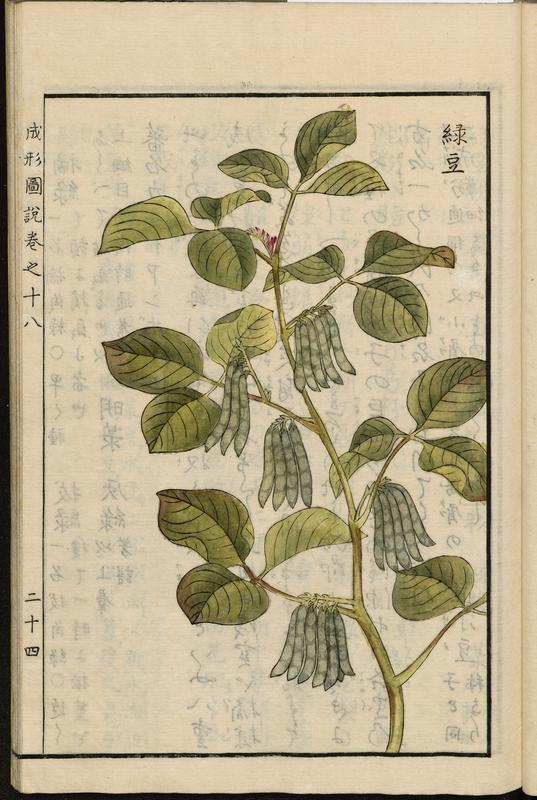
Afbeelding in de Japanse Seikei Zusetsu landbouw-encyclopedie uit 1804
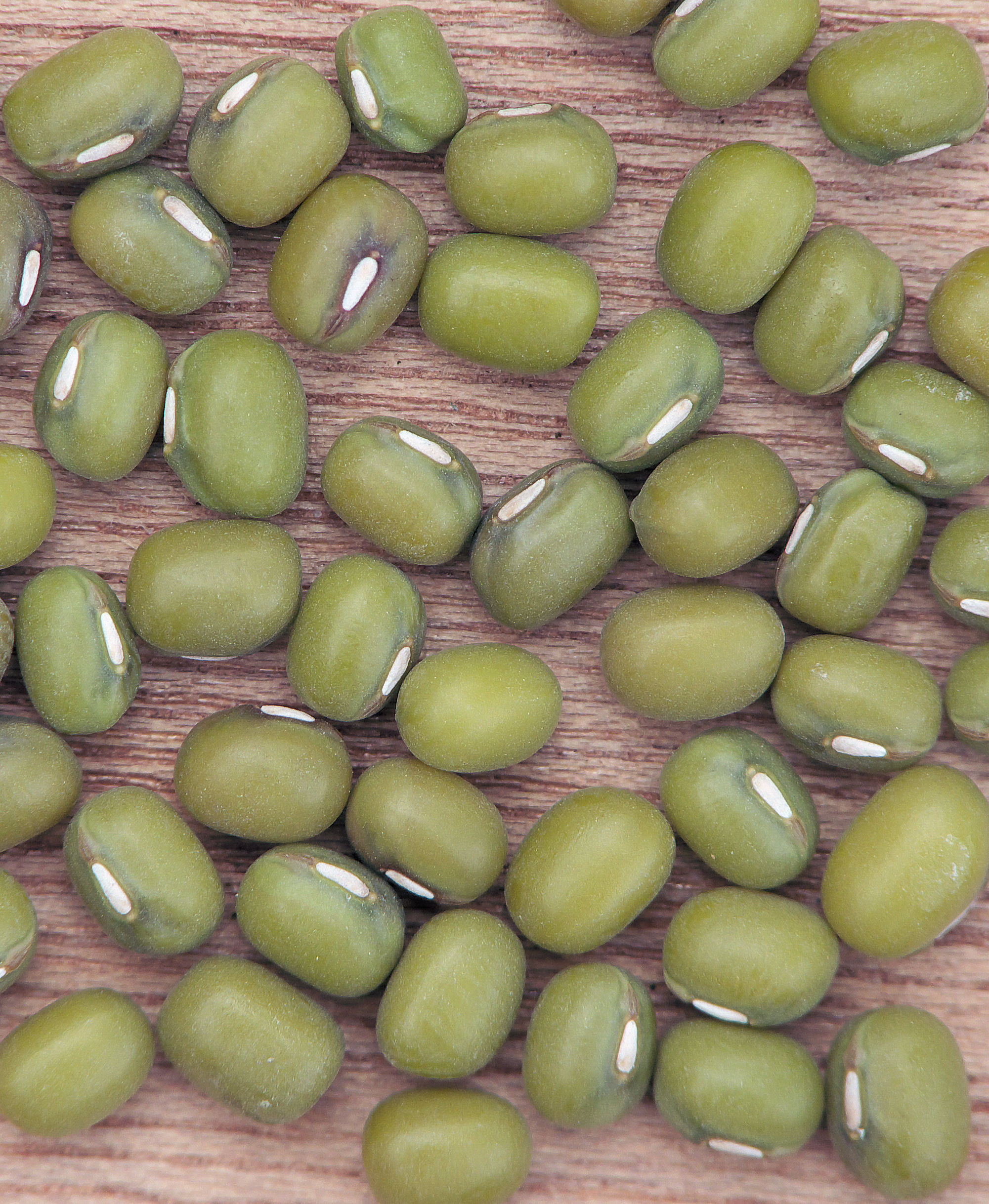
Zaden